# Danh sách thành phố và huyện của tỉnh Chungcheong Nam
Tỉnh Chungcheong Nam (Chungcheongnam-do) được chia thành 8 thành phố (si) và 7 huyện (gun). Dưới đây là tên thành phố và huyện trong tiếng Anh, hangul, và hanja.

## Thành phố
| - Asan (아산시, 牙山市) - Boryeong (보령시, 保寧市) - Cheonan (천안시, 天安市) | - Gongju (공주시, 公州市) - Nonsan (논산시, 論山市) - Seosan (서산시, 瑞山市) | - Gyeryong (계룡시, 鷄龍市) - Dangjin (당진시, 唐津市) |

## Huyện
| - Buyeo (부여군, 扶餘郡) - Cheongyang (청양군, 青陽郡) - Geumsan (금산군, 錦山郡) | - Hongseong (홍성군, 洪城郡) - Seocheon (서천군, 舒川郡) | - Taean (태안군, 泰安郡) - Yesan (예산군, 禮山郡) |

## Danh sách theo dân số và vùng
| Tên        | Dân số  | Vùng                      | Mật độ dân số                |
| ---------- | ------- | ------------------------- | ---------------------------- |
| Asan       | 242,575 | 542.25 km² (209.36 sq mi) | 422 /km² (1,140 /sq mi)      |
| Boryeong   | 107,346 | 568.22 km² (219.39 sq mi) | 188.655 /km² (488.61 /sq mi) |
| Cheonan    | 582,753 | 636.45 km² (245.73 sq mi) | 915.9 /km² (2,372 /sq mi)    |
| Gongju     | 130,957 | 940.71 km² (363.21 sq mi) | 139.2 /km² (361 /sq mi)      |
| Gyeryong   | 40,950  | 60.7 km² (23.4 sq mi)     | 516.3/km² (1,337/sq mi)      |
| Nonsan     | 136,356 | 554.82 km² (214.22 sq mi) | 246/km² (640/sq mi)          |
| Seosan     | 163,055 | 739.15 km² (285.39 sq mi) | 201.2/km² (521/sq mi)        |
| Dangjin    | 117,409 | 664.13 km² (256.42 sq mi) | 176.8/km² (458/sq mi)        |
| Buyeo      | 95,213  | 624.58 km² (241.15 sq mi) | 152.4/km² (395/sq mi)        |
| Cheongyang | 37,194  | 479.57 km² (185.16 sq mi) | 77.6/km² (201/sq mi)         |
| Geumsan    | 60,740  | 575.98 km² (222.39 sq mi) | 105.4/km² (273/sq mi)        |
| Hongseong  | 93,558  | 443.5 km² (171.2 sq mi)   | 211.0/km² (546/sq mi)        |
| Seocheon   | 67,651  | 363.40 km² (140.31 sq mi) | 186.2/km² (482/sq mi)        |
| Taean      | 63,930  | 504.82 km² (194.91 sq mi) | 126.6/km² (328/sq mi)        |
| Yesan      | 100,602 | 543.09 km² (209.69 sq mi) | 185.2/km² (480/sq mi)        |

## Thông tin chung
| Tên        | Phân khu | Điểm tham quan | Hình ảnh | Vị trí | Mô tả |
| ---------- | -------- | -------------- | -------- | ------ | --- |
| Asan       |          |                |          |        | |
| Boryeong   |          |                |          |        | Boryeong được biết đến phổ biến như là Daecheon.                                                                                                   |
| Cheonan    |          |                |          |        | |
| Gongju     |          |                |          |        | Một vài phần của thành phố được chọn như một thủ đô tiềm năng cho Hàn Quốc với huyện Yeongi. Dự án xây dựng thủ đô mới được thay đổi thành Sejong. |
| Nonsan     |          |                |          |        | |
| Seosan     |          |                |          |        | |
| Gyeryong   |          |                |          |        | |
| Dangjin    |          |                |          |        | |
| Buyeo      |          |                |          |        | |
| Cheongyang |          |                |          |        | |
| Geumsan    |          |                |          |        | |
| Hongseong  |          |                |          |        | |
| Seocheon   |          |                |          |        | |
| Taean      |          |                |          |        | |
| Yesan      |          |                |          |        | |